# Mónica Bruckmann
Mónica Esmeralda Bruckmann Maynetto  (Perú, siglo XX) es una sociopolitóloga académica peruana, residente en Brasil. Presidenta de la Agencia Latinoamericana de Información, y  miembro de la dirección del Centro Internacional Celso Furtado de Políticas para el Desarrollo, en Brasil.

## Biografía
Graduada en Sociología y doctora en Ciencias Políticas por la Universidad Federal Fluminense. Es profesora del Departamento de Ciencia Política de la Universidad Federal de Río de Janeiro.
Trabajó como asesora del Secretario General de la Unión de Naciones Suramericanas. Asimismo, trabajó de directora del Instituto de Investigación Social de Perú. Directora del Instituto de Investigaciones Sociales Perúmundo. 
Investigadora y directora, de la Cátedra y Red Unesco/Universidad de las Naciones Unidas sobre Economía Global y Desarrollo Sustentable y de la Red de Estudios de la Economía Mundial. Es también investigadora asociada del Centro Tricontinental (Bélgica). Estudiosa de la integración regional y recursos naturales, entre 2016 y 2022 dirigió el grupo de trabajo Geopolítica, integración regional y sistema mundial, en el tema de Políticas de integración, cooperación y multilateralismo.
Es presidenta de la Agencia Latinoamericana de Información. Miembro de la dirección del Centro Internacional Celso Furtado de Políticas para el Desarrollo, en Brasil, y miembro permanente del claustro de asesores del Doctorado en Ciencias de la Administración de la Universidad Nacional Autónoma de México. Forma parte del comité editorial de la revista Social Change, en India, y también de la revista Passagens. Es colaboradora del periódico francés Le Monde Diplomatique. Es referente en el estudio y defensa de los recursos naturales en América Latina. Experta en economía mundial.  Sus mensajes promueven la unión de naciones y pueblos latinoamericanos.

## Obras y publicaciones
- Mi sangre en mis ideas: Dialéctica y prensa revolucionaria en José Carlos Mariátegui (2009).[16]
- Recursos naturales y la geopolítica de la integración sudamericana (2011).[17]
- Inventamos o erramos: la nueva coyuntura latinoamericana y el pensamiento crítico (2011),[18]
- "El Pacto Verde Europeo y las Perspectivas de América Latina" (2021). [19]